# Deniz Çelik (Politiker)

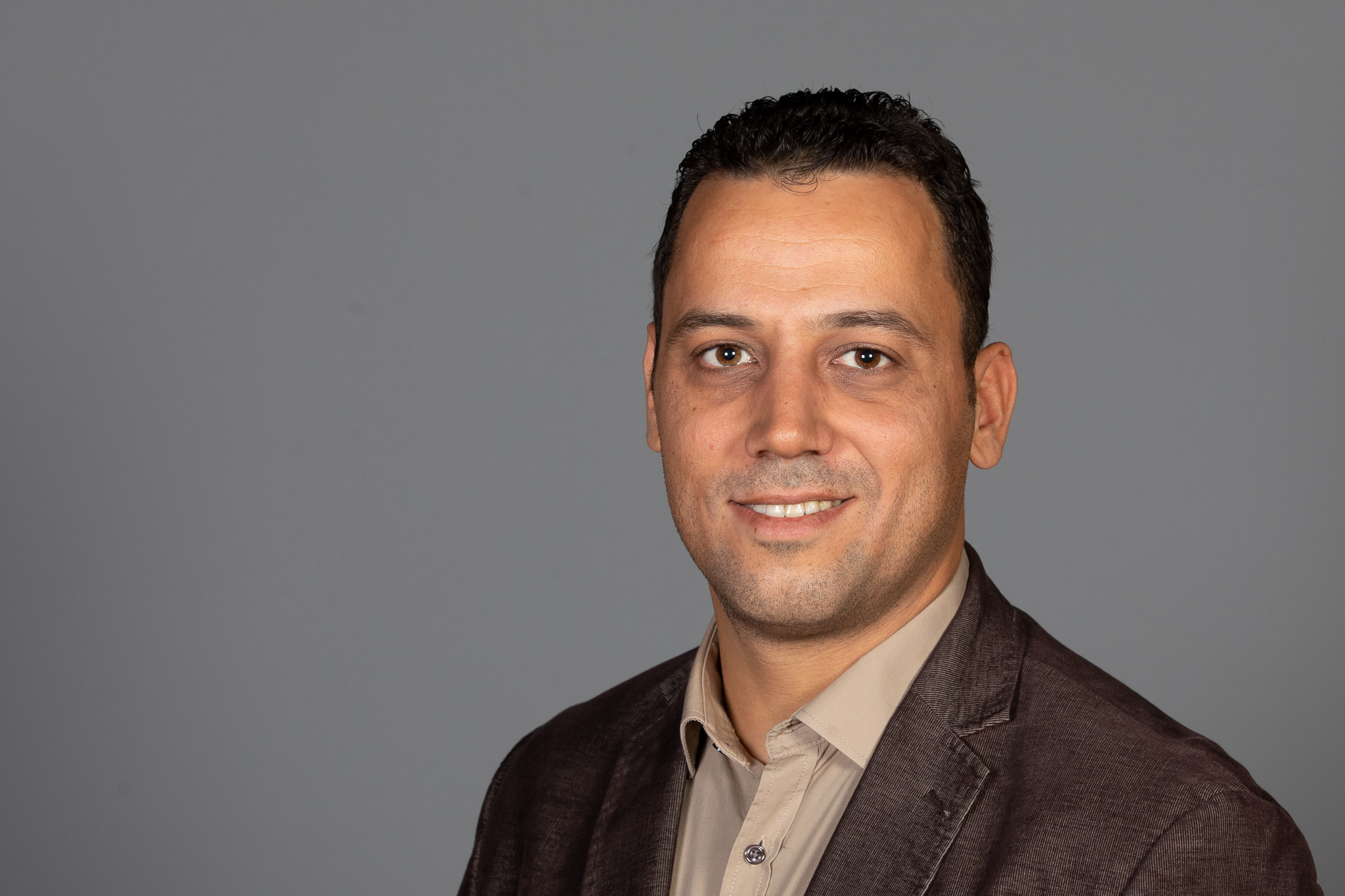
Deniz Çelik (2018)

Deniz Çelik (* 3. November 1978 in Hamburg-Barmbek) ist ein deutscher Politiker (Die Linke) und Vizepräsident der Hamburgischen Bürgerschaft.

## Leben
Çelik wuchs als Kind von türkischen „Gastarbeitern“ – in Barmbek auf, besuchte das Emil-Krause-Gymnasium bis 1999 und absolvierte ab 2010 ein Studium der Politologie an der Universität Hamburg.
Er war im Bereich Öffentlichkeitsarbeit tätig und ist „ehrenamtliches Mitglied im sozial- und gesundheitspolitischen Beirat der Barmer Ersatzkasse“. Zudem ist er „ehrenamtliches Vorstandsmitglied im Arbeiter- und Jugendverein Hamburg e. V.“
Çelik ist verheiratet und Vater von Zwillingen. Aus diesem Grund nahm er ab Januar 2024 wegen Elternzeit eine mehrmonatige Auszeit vom parlamentarischen Betrieb.

## Politik
Çelik trat 2008 der Partei Die Linke bei, wozu ihn die Agenda 2010-Reformen bewogen haben. Von Mai 2014 bis Februar 2015 hatte er ein Mandat in der Bezirksversammlung Hamburg-Nord inne. Bei der Bürgerschaftswahl in Hamburg 2015 wurde er im Wahlkreis Barmbek – Uhlenhorst – Dulsberg in die Bürgerschaft gewählt. Dort ist er Mitglied im Gesundheits- und im Verfassungsausschuss sowie stellvertretendes Mitglied im Europaausschuss. Zudem ist er Stellvertretender Fraktionsvorsitzender, Gesundheitspolitischer Sprecher der Fraktion sowie Gewerkschaftspolitischer Sprecher.
In seiner politischen Arbeit setzt er sich seit 2018 insbesondere für eine angemessene Personalausstattung von Hamburger Krankenhäusern und Pflegeheimen ein. Er vertritt die Position, dass medizinische Versorgung sowie Pflege Bestandteile der öffentlichen Daseinsvorsorge sind und nicht privaten Gewinninteressen unterliegen sollten. Er unterstützt das Hamburger Bündnis für mehr Personal im Krankenhaus – gehörte jedoch nicht zu den Initiatoren bzw. Erstunterzeichnern des Appells.
Çelik wurde zur Bürgerschaftswahl in Hamburg 2020 von seiner Partei auf Landeslistenplatz 2 gewählt, zog jedoch per Direktmandat aus dem Wahlkreis 21, Hamburg-Nord erneut ins Hamburger Parlament ein. Am 1. April 2020 wurde er zum Vizepräsidenten der Hamburgischen Bürgerschaft gewählt.
Während der COVID-19-Pandemie beurteilte er Demonstrationsverbote als „völlig unverhältnismäßig“, legte jedoch Wert auf „inhaltliche Kritik an den Positionen der Impfgegner und Rechten“. Er beteiligte sich an Demonstrationen gegen Querdenker.
Zur Bürgerschaftswahl in Hamburg 2025 wurde Çelik auf Landeslistenplatz 4 seiner Partei gewählt und erhielt mit 98,0 Prozent das beste Stimmergebnis aller auf die Hamburger Die Linke-Landesliste gewählten Politiker.